# غوستافيا، سانت بارتيليمي
غوستافيا، هو المدينة الرئيسية و العاصمة من جزيرة سانت بارتيليمي. كان يُطلق عليه في الأصل لو كارناج، وقد أعيد تسميته تكريماً لملك السويد غوستاف الثالث .

## التاريخ
طالبت فرنسا بسانت بارتليمي لأول مرة عام 1648. تم منح الجزيرة للسويد مقابل حقوق التجارة في جوتنبرج عام 1784 وأسست السويد شركة الهند الغربية السويدية. ازدهرت خلال الحروب النابليونية، وانخفضت الأصول بعد ذلك، وتم بيع الجزيرة مرة أخرى إلى فرنسا في عام 1878.
تم تسمية موقع غوستافيا النهائي لأول مرة لو كارناج بعد المأوى الذي وفره للسفن المتضررة. وفقًا للأرشيف، ظهر اسم غوستافيا بين 28 ديسمبر 1786 و 9 فبراير 1787. يظل جوستافيا انعكاسًا للفترة السويدية.
تم بناء ثلاثة حصون في منتصف إلى أواخر القرن السابع عشر لحماية المرفأ: أوسكار (غوستاف أدولف سابقًا) وكارل وجوستاف. تم بناء كنيسة سانت بارثولوميو الأنجليكانية على الواجهة البحرية في عام 1855.
مدينة بيتيو الشقيقة لغوستافيا، تقع في نوربوتن، السويد.

## وسائل الراحة
تشتهر مواقع فورت كارل، المطلة على شاطئ الصدف جنوب المدينة، وحصن جوستاف، عند قاعدة المنارة في الشمال، بالمتنزهين. يضم حصن أوسكار، عند طرف شبه جزيرة غوستافيا، قوات الدرك. يوجد متحف في نهاية طريق فيكتور شولش في شبه الجزيرة. يوجد في غوستافيا عدد قليل من المطاعم التي تقدم الأطعمة الأمريكية والإيطالية والفرنسية وأنواع أخرى من الطعام. يوجد في غوستافيا العديد من المحلات الراقية التي تعد مصدرًا أساسيًا للدخل للجزيرة، وواحدًا من أفخم الفنادق الفاخرة في الجزيرة. توجد قنصلية ملكية سويدية في غوستافيا (القنصل دانتس ماجراس).

## مناخ
المناخ استوائي مع تغيرات طفيفة فقط في درجات الحرارة. تبلغ مساحة الجزيرة الصغيرة 24 كيلومتر مربع (9 ميل2) يسمح لها بالاستفادة من الضربة السلسة والممتعة للرياح التجارية. متوسط درجات حرارة الماء والهواء يتحرك حوالي 27 °م (81 °ف)وتنقسم السنة إلى موسمين: موسم جاف، يُشار إليه باسم الصوم الكبير (كاريم)، وآخر أكثر رطوبة في الصيف. يبدأ هذا الموسم الأخير بين مايو ونوفمبر، والشمس الدائمة تغمرها ممرات قصيرة من الغيوم المطيرة مع زخات قصيرة من 10 إلى 15 دقيقة. وفقًا لنظام تصنيف المناخ في كوبن، تتمتع غوستافيا بمناخ السافانا الاستوائية، ويُختصر "أي دابليو"على خرائط المناخ.
| البيانات المناخية لـ{{{location}}} | البيانات المناخية لـ{{{location}}} | البيانات المناخية لـ{{{location}}} | البيانات المناخية لـ{{{location}}} | البيانات المناخية لـ{{{location}}} | البيانات المناخية لـ{{{location}}} | البيانات المناخية لـ{{{location}}} | البيانات المناخية لـ{{{location}}} | البيانات المناخية لـ{{{location}}} | البيانات المناخية لـ{{{location}}} | البيانات المناخية لـ{{{location}}} | البيانات المناخية لـ{{{location}}} | البيانات المناخية لـ{{{location}}} | البيانات المناخية لـ{{{location}}} |
| الشهر                              | يناير                              | فبراير                             | مارس                               | أبريل                              | مايو                               | يونيو                              | يوليو                              | أغسطس                              | سبتمبر                             | أكتوبر                             | نوفمبر                             | ديسمبر                             | المعدل السنوي                      |
| ---------------------------------- | ---------------------------------- | ---------------------------------- | ---------------------------------- | ---------------------------------- | ---------------------------------- | ---------------------------------- | ---------------------------------- | ---------------------------------- | ---------------------------------- | ---------------------------------- | ---------------------------------- | ---------------------------------- | ---------------------------------- |
| [بحاجة لمصدر]                      |                                    |                                    |                                    |                                    |                                    |                                    |                                    |                                    |                                    |                                    |                                    |                                    |                                    |

## الاقتصاد
العملة الرسمية لسانت بارتيليمي هي اليورو .

## التعليم
الحضانات والمدارس الابتدائية العامة في المدينة، تحت سلطة أكاديمي دي لا جوادلوب، هي:
- مدرسة بريمير جوستافيا
- المدرسة المادية غوستافيا

## مشاهير
- أوجيني بلانشارد - أكبر شخص تم التحقق منه في العالم وقت وفاتها. قضت معظم حياتها في جوستافيا.

## صالة عرض

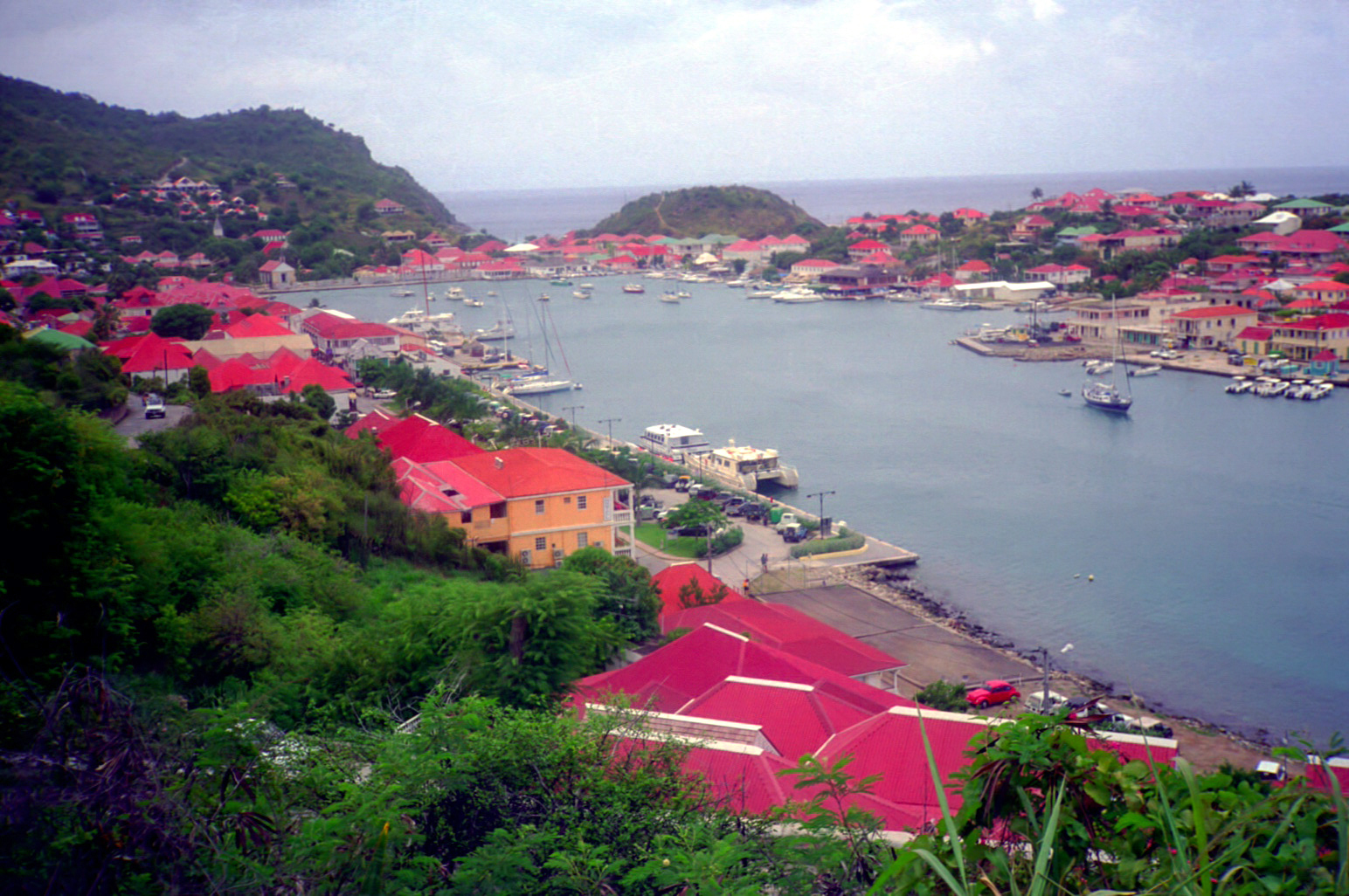
غوستافيا
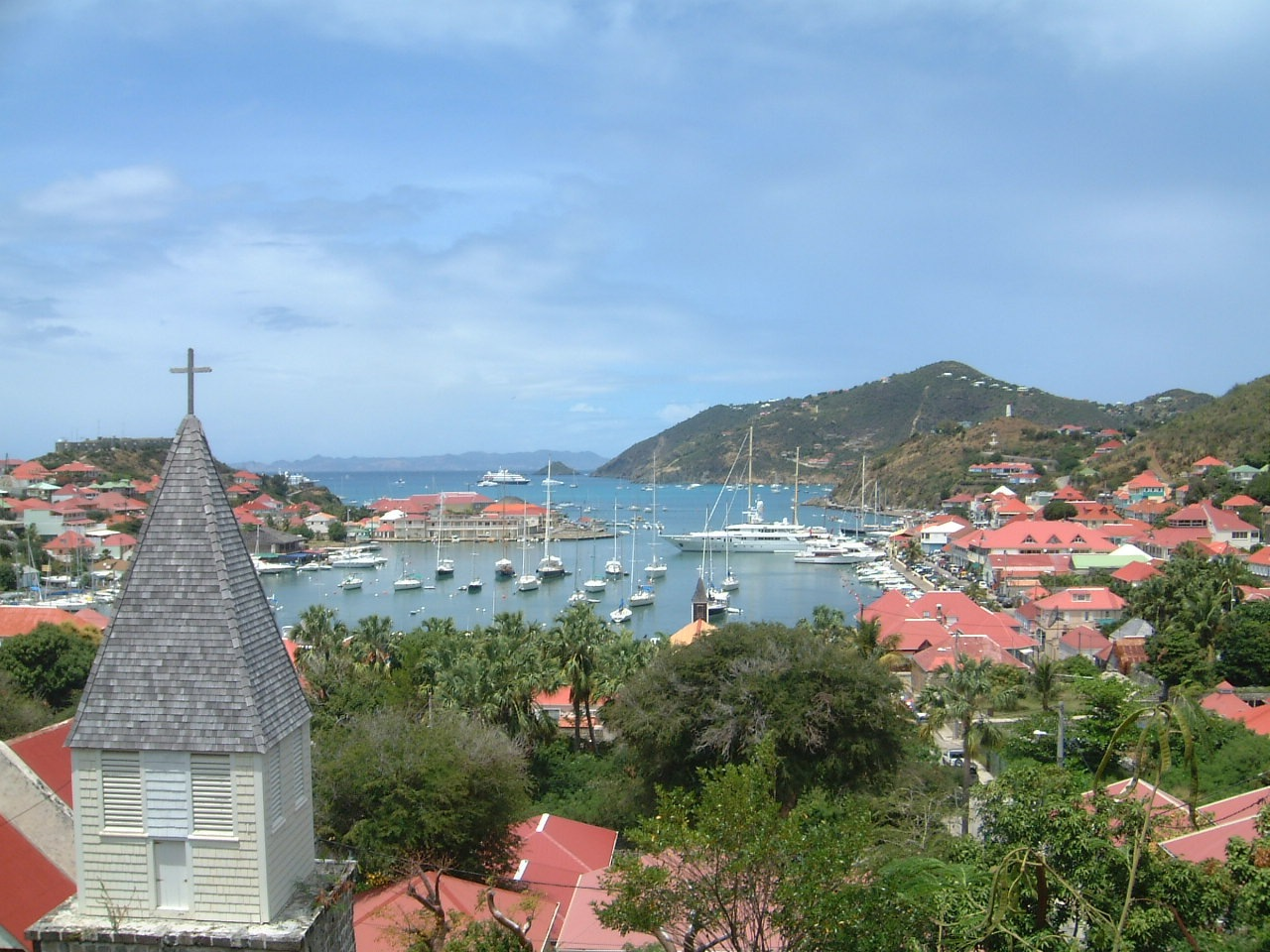
منظر لجوستافيا

## روابط خارجية
حكومة
- تجمع القديس بارتليمي (الموقع الرسمي للحكومة) باللغة الفرنسية
- Comité Territorial du Tourisme (موقع مجلس السياحة) باللغة الفرنسية
- ميناء غوستافيا / بورت دي غوستافيا (الموقع الرسمي) باللغة الفرنسية

معلومات عامة
- Saint Barthelemy  على كتاب حقائق العالم